# Advance (Michigan)
Advance – jednostka osadnicza w USA, w stanie Michigan, w hrabstwie Charlevoix. Miejscowość leży nad jeziorem Charlevoix.